# Sahara (Svitavská pahorkatina)
Sahara (685 m n. m.) je vrch v okrese Svitavy v Pardubickém kraji. Leží asi 1 km vjv. od obce Stašov, vrcholem na jejím katastrálním území, jižním svahem na území obce Rohozná.
Vrch se v minulosti nazýval Rohozná.

## Geomorfologické zařazení
Geomorfologicky vrch náleží do celku Svitavská pahorkatina, podcelku Českotřebovská vrchovina, okrsku Kozlovský hřbet a podokrsku Stašovský hřbet.